# خوسيه هومبيرتو فيغا فاسكيز
خوسيه هومبيرتو فيغا فاسكيز (بالإسبانية: José Humberto Vega Vázquez)‏ هو سياسي مكسيكي، ولد في 3 نوفمبر 1957 في المكسيك. حزبياً، نشط في حزب الثورة الديمقراطية. وقد انتخب عضو مجلس النواب المكسيك.